# Victor Mocanu
Victor Mocanu (n. 28 august 1949, Râmnicu Sărat, Râmnicu-Sărat, România) este un politician român, fost președinte al consiliului județean Buzău, ales din partea PD, respectiv PSD. În legislatura 2012-2016 a fost senator.
Este tatăl deputatului Adrian Mocanu (PSD, PMP și ALDE).

## Controverse
Pe 20 decembrie 2013 Victor Mocanu a fost trimis în judecată de DNA pentru abuz în serviciu.
28 iunie 2019, Înalta Curte de Casație și Justiție l-a condamnat definitiv pe acesta la 3 ani și 6 luni închisoare cu suspendare în acest dosar.